# Wer weint denn schon im Freudenhaus
Wer weint denn schon im Freudenhaus ist eine deutsche Filmkomödie aus dem Jahre 1969 mit Karin Heske, Hannes Andersen und dem einstigen Stummfilmstar Camilla Horn.

## Handlung
Als Oberregierungsrat Dr. Hans-Hermann Brandelhuber seinen Arbeitsplatz im Amt für Ehe und Sexualfragen verlässt, wird er auf seinem Nachhauseweg, sehr zu seinem Missfallen, ständig mit sexuellen Reizen überflutet: Am Kiosk starren ihn von den Illustriertencovern nackte Brüste und ebensolcher Schambereich an, ein junges, auf einer Mauer sitzendes Mädchen baumelt mit ihren Beinen vor seiner Nase herum und schließlich muss er noch empört ein Kinoaushang-Plakat des schwedischen Skandalfilms Ich bin neugierig (gelb) zur Kenntnis nehmen. All diese sexuellen Versuchungen machen Brandelhubers eigene Situation nur noch schlimmer, denn sie erinnern ihn schmerzlich daran, dass daheim mit Ehefrau Lore im Bett schon lange nichts mehr läuft. Kurz und schlecht: der hohe Staatsbeamte ist über die Jahre hinweg impotent geworden. Es muss wohl an seiner lieblosen Gattin liegen, denn im Puff sehen die Dinge ganz anders aus …
Als Lore sich aus dem Hause davonmacht und in die Arme von Neffe Peter flieht, tobt Brandelhuber. Um sich anderweitig zu trösten, besucht er nun das Freudenhaus von Madame Paula und muss feststellen, dass seine erektile Dysfunktion wie weggeblasen ist und sein bestes Stück zu neuen Höhen aufsteigt. Vor allem die flotte Rita hat es ihm angetan, und nach durchgezogener Scheidung will er die Prostituierte sofort heiraten. Doch, oh weh: kaum sind die Ringe getauscht, tauchen die alten Probleme wieder auf und die Standfestigkeit ist perdu. Vielleicht ist die sexuelle Gewohnheit der Potenzkiller, denkt sich der Herr Oberregierungsrat und gleitet rasch zur nächsten Dame des horizontalen Gewerbes, Elfi. Die jungen Frauen finden Brandelhubers untreues Verhalten jedoch überhaupt nicht schicklich und fallen unisono über ihren besten Kunden her. Der schleicht sich wie der sprichwörtlich geprügelte Hund von dannen und kehrt an Heim und Herd zurück.

## Produktionsnotizen und Wissenswertes
Wer weint denn schon im Freudenhaus entstand 1969 in München und wurde am 30. Januar 1970 uraufgeführt.
Die Filmbauten entwarf Heinrich Graf Brühl, die Produktionsleitung hatte Andreas Mertel. Die Titelmelodie singt Peter Fröhlich.
Das Thema „Sex“ durchzieht den gesamten Film und findet seinen Widerhall auch im Zeitgeist des Drehjahres 1969: so fügte Lubowski mehrere Szenen demonstrierender und protestierender APO-Studenten ein, die auf Transparenten Sprüche wie „Sexuelle Befriedigung für alle“ oder „Lust ist die einzige Bürgerpflicht“ mit sich tragen.
Wer weint denn schon im Freudenhaus und Immer bei Vollmond waren zwei thematisch komplett unterschiedliche Filme, die Regisseur Lubowski kurz hintereinander 1969 in Bayern abgedreht hatte und die zum Teil dieselben Darsteller (Camilla Horn, Bum Krüger, Jutta Simon, Alexis von Hagemeister) aufwiesen.

## Kritik
Das Lexikon des Internationalen Films sah in dem Streifen eine „auf unterstem Niveau witzelnde, auch formal unzulängliche Komödie auf dem Niveau miserabelster Stammtisch-Witze.“